# Sceleocantha gigas
Sceleocantha gigas là một loài bọ cánh cứng trong họ Cerambycidae.